# Муравьёв, Вячеслав Олегович
Вячеслав Олегович Муравьёв (14 июля 1982) — казахстанский легкоатлет, мастер спорта Республики Казахстан международного класса. Участник Олимпиады — 2008 в Пекине и Олимпиады — 2012 в Лондоне.

## Биография
В. О. Муравьёв родился в Караганде, где и тренируется до сих пор под руководством тренера Корниенко Марии Кирилловны.
Участник Олимпиаду — 2008. В беге на 200 м был 56-м.
Неоднократный чемпион Казахстана. Олимпийский норматив на Олимпиаду — 2012 выполнил по группе «В» в 2012 году на Весеннем Первенстве РК.
Трёхкратный бронзовый призёр Чемпионатов Азии в помещениях 2006, 2008, 2010 годов.
Родной племянник двукратного олимпийского чемпиона Владимира Муравьёва.

## Лучшие результаты
- 100 м — 10,33 с — Алматы  — 04.05.2012
- 200 м — 20,63 с — Алматы  — 05.05.2012
- 60 м (в помещении) — 6,63 с — Паттайя  — 10.02.2006
- 200 м (в помещении) — 21,25 с — Эрфурт  — 27.01.2005